# Microstylum amoyense
Microstylum amoyense là một loài ruồi trong họ Asilidae. Microstylum amoyense được Bigot miêu tả năm 1878. Loài này phân bố ở miền Ấn Độ - Mã Lai.